# Catathyridium
Catathyridium es un  género de peces de la familia Achiridae y de la orden de los Pleuronectiformes.
Las especies de este género son conocidas vulgarmente con el nombre de lenguados. Habitan en ambientes acuáticos de agua dulce de América del Sur.

## Taxonomía
Este género fue descrito originalmente en el año 1928 por el zoólogo Paul Chabanaud, como un subgénero de Baestoma.
Especies
Este género se subdivide en 4 especies:
- Catathyridium garmani (D. S. Jordan, 1889)
- Catathyridium grandirivi (Chabanaud, 1928)
- Catathyridium jenynsii (Günther, 1862)
- Catathyridium lorentzii (Weyenbergh, 1877)